# 세바스티안 시만스키
세바스티안 시만스키(폴란드어: Sebastian Szymański, 1999년 5월 10일 ~ )는 폴란드의 축구 선수로 현재 튀르키예 쉬페르리그의 페네르바흐체에서 활약하고 있으며 포지션은 공격형 미드필더이다.

## 수상

### 클럽
레기아 바르샤바
- 엑스트라클라바 : 우승 (2016-17, 2017-18), 준우승 (2018-19)
- 폴란드컵 : 우승 (2017-18)
- 폴란드 슈퍼컵 : 준우승 (2016, 2017, 2018)

 디나모 모스크바
- 러시아 프리미어리그 : 3위 (2021-22)
- 러시아 컵 : 준우승 (2021-22)